# 김석호 (1959년)
김석호(金碩鎬, 1959년 5월 17일 ~ )는 대한민국의 정당인이며, 국민의힘 소속이다. 제7대 경상북도의원을 지냈다.

## 생애
2002년에 한나라당후보로 구미시의 경상북도의원을 지냈고, 이후 발명가로 기업에서 일하였다. 이후 친박연합 당적으로 2010년 구미시장과 2012년 구미시 갑 후보로 출마하였으나 낙선하였다. 이후 2014년에 새누리당으로 복당해 구미시장 공천을 받으려 하였으나 공천받지 못하였다. 2018년에도 자유한국당 구미시장 예비후보로 활동했으나 공천받지 못하였고 2020년에도 국회의원 선거에서 공천을 받지 못하였다.

## 역대 선거 결과
|  | 43.90% |

|  | 74.20% |

|  | 33.51% |

|  | 18.30% |

|  | 15.91% |